# لب حوض

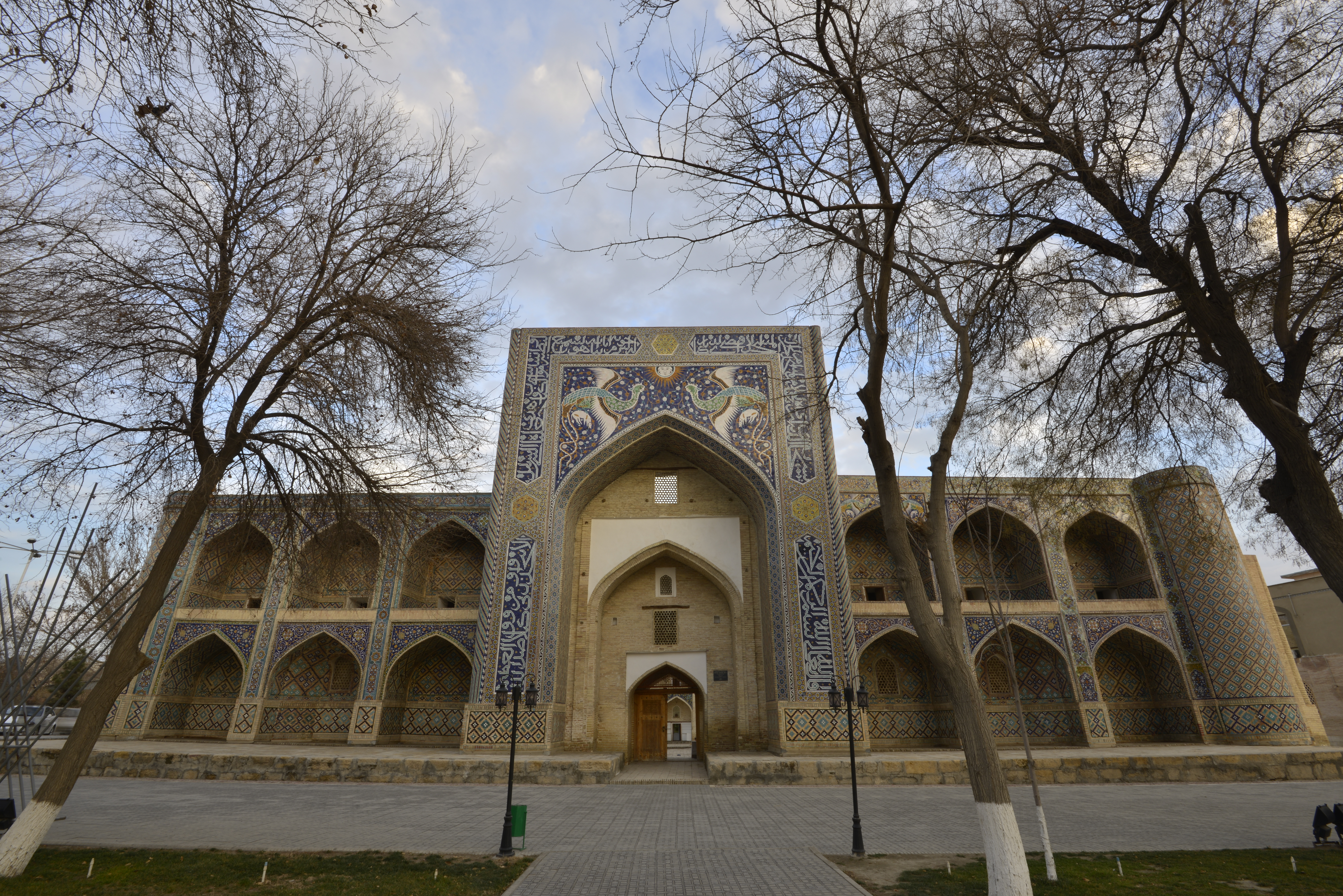
مدرسه نادر دیوان‌بیگی

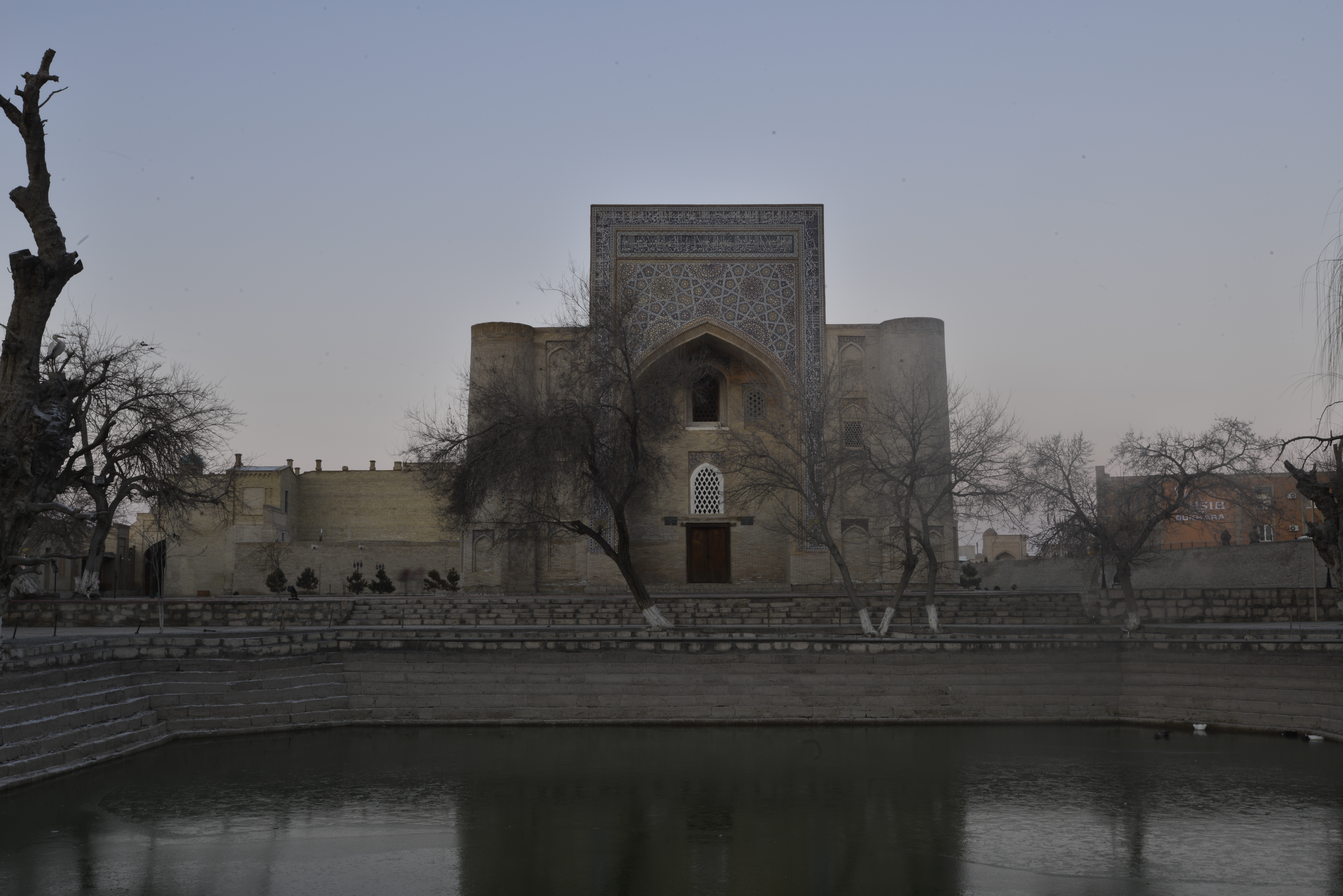
خانقاه نادر دیوان‌بیگی

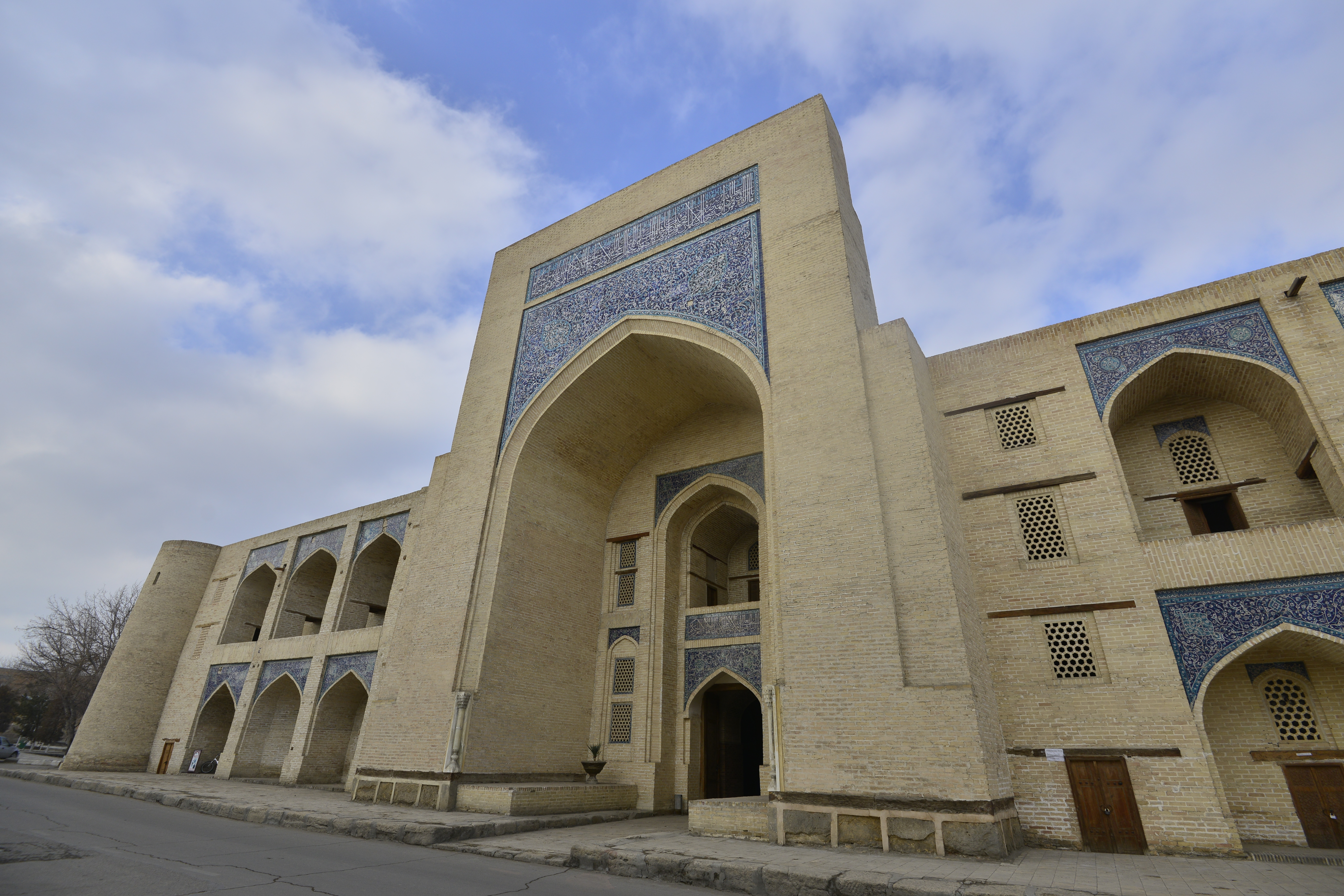
مدرسه کوکلداش

لب حوض (فارسی سیریلیک: Лаби Ҳавз) مجموعه‌ای است که یکی از اندک حوض‌های باقی‌مانده در شهر بخارا در میانهٔ آن جای دارد.
تا زمان اتحاد جماهیر شوروی، چنین استخرهایی فراوان و منبع اصلی آب شهر بودند، ولی به دلیل تاثیرشان در پخش کردن بیماری‌ها، بیشتر در دهه‌های ۱۹۲۰ و ۳۰ پُر شدند.
چرایی خشکانده نشدن لب حوض برمی‌گردد به جای داشتنش در کانون یک گِردایهٔ معماری باشکوه که در سدهٔ ۱۶ و ۱۷ ساخته‌شد و از آن هنگام تاکنون نیز دگرگونی چندانی در آن رخ نداده‌است.
دیگر سازه‌های لب حوض از سه سو، حوض را دربر گرفته‌اند؛ مدرسهٔ کوکلداش (۱۵۶۸–۱۵۶۹، بزرگترین مدرسه شهر)، در گوشهٔ شمالی حوض و دو ساختمان دینی دیگر که از سوی نادر دیوان‌بیگی ساخته شده‌است: خانقاه نادر دیوان‌بیگی (۱۶۲۰؛ خانقاه جای زندگی درویشان دوره‌گرد) و مدرسهٔ نادر دیوان‌بیگی (۱۶۲۲) که به ترتیب در سمت باختر و خاور حوض جای دارند.
مدرسهٔ کوچک «قاضی کلان ناصرالدین» (اکنون ویران شده) پیشترها در کنار مدرسهٔ کوکلداش جای داشت.

## تاریخ

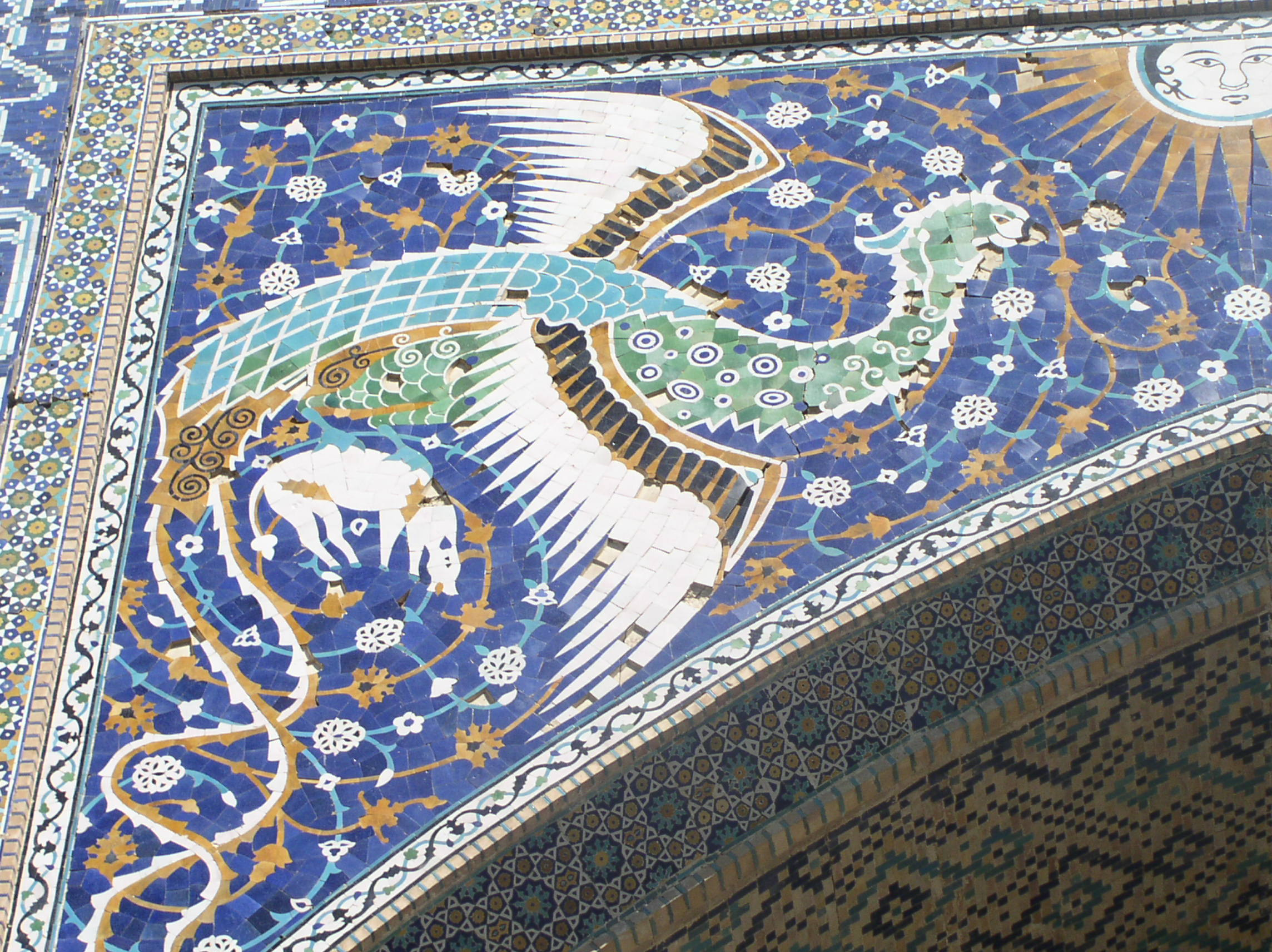
سیمرغ در درگاه مدرسهٔ نادر دیوان‌بیگی (بخشی از مجموعه لب حوض)

تاریخچهٔ این گِردایه، پیوند تنگاتنگی با نام نادر دیوان‌بیگی دارد که از بلندپایگان، وزیر و همچنین عموی امیر بخارا امام‌قلی‌خان بوده‌است. می‌گویند زمانی که نادر دیوان‌بیگی خانقاهی را که نام او را بر خود دارد ساخت، در نزدیکی ساختمان، کشتزار بزرگی بود که دارایی یک پیرزن بیوه یهودی بود.
(یهودیان فراوانی در بخارا می‌زیستند) نادر دیوان‌بیگی می‌اندیشید که این کشتزار جای خوبی برای حوض باشد، ولی بیوه پیشنهاد او برای خرید ملک را نپذیرفت.
سپس نادر دیوان‌بیگی او را نزد امام‌قلی‌خان آورد به این امید که امیر او را وادار به فروش کند. امیر بخارا دستور داد تا انجمنی از مفتیان درخواست را بررسی کنند.
با این حال، این کارشناسانِ حقوق مسلمانان به این فرجام رسیدند که هیچ راه قانونی برای خرید ملک وجود ندارد، مگر با رضایت بیوه، زیرا یهودیان با پرداخت جزیه یا باج، حقوقی برابر با مسلمانان داشتند.
پس نادر دیوان‌بیگی ناچار شد نزدیک خانهٔ آن یهودی سرسخت استخری بسازد. او یک جوی به استخر تازه‌اش کَند، به‌گونه‌ای‌که آب درست نزدیک خانه او روان شد، اگرچه گران‌تر بود.
به زودی آب، سست کردن پایه‌های خانهٔ بیوه را آغاز کرد. هنگامیکه برای عدالت نزد نادر دیوان‌بیگی آمد، او آمادگی خود را برای خرید خانهٔ او به بهایی دادگرانه اعلام کرد.
ولی بیوه پول را نپذیرفت و به جایش شرایط خود را گذاشت. او گفت که اگر فرامانروایان بخارا زمین دیگری را با اجازهٔ ساختن کنیسه به او بدهند، زمین خود را واگذار می‌کند.
نادر دیوان‌بیگی در برابر زمین بیوه، تکه‌زمینی از دارایی خود را در بخشی مسکونی به او داد که بعدها کوی یهودیان نام گرفت.
به زودی نخستین کنیسه در بخارا و یک آبگیر بزرگ ساخته‌شد. مردم آنرا Lab-i Hauz نامیدند که در زبان بخاراییان که فارسی است «کنار آبگیر» معنی می‌دهد.
زمان ساخت آن در پیرامون ۱۶۲۰ است. ولی حافظهٔ همگانی هنوز هم عنوان دیگری را نگهداشته‌است: Hauz-i Bazūr، (حوضِ به زور) «استخرِ به زور ساخته‌شده».